# 犀噝蝰
犀噝蝰（學名：Bitis nasicornis）是蛇亞目蝰蛇科蝰亞科噝蝰屬下的一種毒蛇，主要分布於西非及中非地區。犀噝蝰最為人所知的是其鼻端上的尖長鱗角，形狀如犀牛角，因此得名。目前未有任何亞種被確認。

## 特徵
犀噝蝰體型碩大胖壯，體長約達72至107公分。雌性犀噝蝰的身體一般較雄蛇為大。犀噝蝰頭部扁平，呈三角形，與軀體相比顯得較小。頸部狹細，鼻端有2至3片角狀的長鱗，雙眼細小並分布於頭部前方。尖牙並不長大，甚少長逾1.5公分。犀噝蝰的背鱗約有31至43排，鱗片尖突，甚為粗糙，當牠們與外物衝突時容易令對方受傷。腹鱗約有117至140片，有單片肛鱗。

## 地理分布
犀噝蝰主要分布於西非的畿內亞至加納地區，與及中非的中非共和國、蘇丹共和國、喀麥隆、加蓬、剛果共和國、剛果民主共和國、安哥拉、盧旺達、烏干達及肯雅。其標準產地為「非洲以內地區」。

## 棲息及行為
犀噝蝰多棲息於樹林地區，甚少出沒於木林，其棲息地比加蓬噝蝰更受限制。牠們屬於夜行性蛇類，日間時多躲藏於樹木底下、洞穴中或地上的枯木縫間。犀噝蝰的體紋讓牠們便於藏起蹤跡，能起保護作用。另外，雖然犀噝蝰屬於陸行型蛇類，但牠們亦能攀爬樹木，最高紀錄者更曾攀上離地3米之高。犀噝蝰之所以擅長攀樹，是因為牠們擁有強而有力的捲纏尾，可以抓緊樹木枝幹。有時候，牠們也會於淺灘地區出沒，因此亦被認為是威力超群的泳手。
犀噝蝰行動緩慢，但能向前方或兩側發動快速的咬擊，而且並不會將身體緊縮以向對手發出咬擊前的預警。而且，要抓起犀噝蝰的尾巴也是一件危險的事，因為牠們的尾巴相當有力，足以令牠們撐起身體向對手作出噬咬。相對於鼓腹噝蝰（B. arietans）而言，犀噝蝰的性情比較鎮定；如果有人類接近犀噝蝰，牠們一般會假定對方看不到牠們的存在，而向對方發出嘶叫聲，以警告對方別再作進一步的接近。根據一些說法，犀噝蝰是所有非洲蛇類中能發出最響亮嘶叫聲的蛇，其聲音幾乎類近於尖叫。

## 攝食及繁殖
犀噝蝰是伏擊型獵者，平日不常四處移動，只會選擇一個理想的埋伏地，然後等待獵物自投羅網。根據學者佛洛斯徹（Froesch, 1967）觀察，一條由人類所飼養的犀噝蝰甚少離開其作為居所的箱子，當牠感到飢餓時也不會輕離箱子，牠守候了三天，才等到一頭老鼠自己鑽進箱子中成為其食物。
犀噝蝰多捕食小型哺乳動物，若是居於濕地的犀噝蝰也會捕食蟾蜍、蛙類甚至魚類。根據犀噝蝰養育者所言，即使犀噝蝰面對一些已經被殺死的獵物時，牠們仍會向獵物使出咬擊，並保持咬緊一段時間，才會進行吞食。
在西非，雌性犀噝蝰每次能生產6至38條幼蛇，其生產期約為每年的三月至四月。初生幼蛇體長已達18至25公分。

## 毒性
由於犀噝蝰的分布地甚為稀疏，因此關於被犀噝蝰咬傷的事件亦較少被紀錄，故未有較為全面的相關數據。犀噝蝰毒素在老鼠身上的靜脈注射LD50 為1.1 mg/kg，其毒性比鼓腹噝蝰及加蓬噝蝰稍弱。犀噝蝰最高毒素分泌量為200毫克。一項研究指出，犀噝蝰毒素的肌肉注射LD50值（8.6 mg/kg）是五種受測試蝰蛇（其他四種包括鼓腹噝蝰、加蓬噝蝰、山蝰與及毒蝰）中最高的。
目前只有許少人類被犀噝蝰毒素所害的紀錄，據目前資料可知，如果被犀噝蝰所咬，至少傷口會出現腫脹及壞疽。在2003年，一位居於美國俄亥俄州代頓的男性，就曾飼養一條犀噝蝰而因被其咬傷中毒，最終導致死亡。目前世界上至少有一種專門針對犀噝蝰蛇毒的血清。

## 備註
1. 1 2 3  McDiarmid RW, Campbell JA, Touré T. 1999. Snake Species of the World: A Taxonomic and Geographic Reference, vol. 1. Herpetologists' League. 511 pp. ISBN 1-893777-00-6 (series). ISBN 1-893777-01-4 (volume).
2. 1 2 3 4 5 6 7 8  Spawls S, Branch B. 1995. The Dangerous Snakes of Africa. Ralph Curtis Books. Dubai: Oriental Press. 192 pp. ISBN 0-88359-029-8.
3. ↑  . ITIS. 2006  [27 July, 2006].
4. 1 2 3 4 5 6  Spawls S, Howell K, Drewes R, Ashe J. 2004. A Field Guide To The Reptiles Of East Africa. London: A & C Black Publishers Ltd. 543 pp. ISBN 0-7136-6817-2.
5. 1 2 3 4 5 6 7 8 9 10 11  Mallow D, Ludwig D, Nilson G. 2003. True Vipers: Natural History and Toxinology of Old World Vipers. Krieger Publishing Company, Malabar, Florida. 359 pp. ISBN 0-89464-877-2.
6. ↑  Mehrtens JM. 1987. Living Snakes of the World in Color. New York: Sterling Publishers. 480 pp. ISBN 0-8069-6460-X.
7. ↑  Firefighter Dies After Bite From Pet Snake 的存檔，存档日期2006-04-01. at channelcincinnati.com 的存檔，存档日期2006-09-04.
8. ↑  Miami-Dade Fire Rescue Venom Response Unit （页面存档备份，存于） at VenomousReptiles.org （页面存档备份，存于）

## 外部連結
- （英文）TIGR爬蟲類資料庫：犀噝蝰
- （英文）Rhinoceros viper （页面存档备份，存于） at WhoZoo （页面存档备份，存于）
- Youtube影片：犀噝蝰 （页面存档备份，存于）
- Youtube影片：正在進食老鼠的犀噝蝰 （页面存档备份，存于）